# Rio Rico Northeast
Rio Rico Northeast és una concentració de població designada pel cens dels Estats Units a l'estat d'Arizona. Segons el cens del 2000 tenia 3.164 habitants.

## Demografia
Segons el cens del 2000, Rio Rico Northeast tenia 3.164 habitants, 1.013 habitatges, i 836 famílies La densitat de població era de 38,7 habitants/km².
Dels 1.013 habitatges en un 48,4% hi vivien nens de menys de 18 anys, en un 71,4% hi vivien parelles casades, en un 8,2% dones solteres, i en un 17,4% no eren unitats familiars. En el 14,3% dels habitatges hi vivien persones soles el 3,9% de les quals corresponia a persones de 65 anys o més que vivien soles. El nombre mitjà de persones vivint en cada habitatge era de 3,12 i el nombre mitjà de persones que vivien en cada família era de 3,47.
Per edats la població es repartia de la següent manera: un 34,3% tenia menys de 18 anys, un 5,8% entre 18 i 24, un 31,1% entre 25 i 44, un 20,7% de 45 a 60 i un 8,1% 65 anys o més.
L'edat mediana era de 32 anys. Per cada 100 dones de 18 o més anys hi havia 93,8 homes.
La renda mediana per habitatge era de 50.980 $ i la renda mediana per família de 52.712 $. Els homes tenien una renda mediana de 41.283 $ mentre que les dones 23.393 $. La renda per capita de la població era de 17.567 $. Aproximadament el 4,7% de les famílies i el 7% de la població estaven per davall del llindar de pobresa.

## Poblacions més a prop
El següent diagrama mostra les poblacions més a prop.